# Estrada sem Chão
Estrada sem Chão é um álbum do Gerson Cardozo, lançado em 1994 pela Line Records.

## Faixas
1. Estrada sem Chão
2. Respostas (Part. Beno César)
3. Vamos dar as mãos
4. Esta aqui
5. Razão de Ser Feliz
6. Conversão
7. Saida
8. Ao Meu Lado
9. Unidos no amor
10. Pai Nosso
11. Tema de oração
12. Volta amigo
13. Foi por amor